# Мала Козловка
Мала Козло́вка (рос. Малая Козловка) — присілок у складі Шабалінського району Кіровської області, Росія. Входить до складу Високораменського сільського поселення.
Населення становить 3 особи (2010, 4 у 2002).
Національний склад станом на 2002 рік — росіяни 100 %.